# Bon dia, tristesa (pel·lícula de 1958)
Bon dia, tristesa (títol original en francès, Bonjour tristesse) és una pel·lícula estatunidenca dirigida per Otto Preminger estrenada el 1958. Alguns anys només després de la sortida del best-seller Bon dia, tristesa de Françoise Sagan, Otto Preminger es va envoltar dels principals actors de l'època amb David Niven al capdavant per restituir l'enterbolida atmosfera de la famosa novel·la. Ha estat doblada al català.

## Argument
Cécile, 17 anys, viu a París amb el seu pare Raymond, un riquíssim i seductor vidu a la quarantena, que no li imposa cap restricció, ni amb els seus estudis. Agafant l'exemple del seu pare, la vida de Cécile només sembla futilitat: sortides a clubs amb flirts successius. Però alguna cosa s'ha trencat dins d'ella durant les seves últimes vacances a la Costa Blava. Des d'aleshores Cécile està trista i recorda... Amb el seu pare i la jove Elsa, amiga del moment d'aquest, s'havien instal·lat per a l'estiu en una magnífica vil·la envoltada de pinedes i donant al mar. El seu sojorn es presentava lluminós i alegre, amb la imatge de la rossa i alegre Elsa, ociositat alternant amb sopars a Saint-Tropez o vesprades a Montecarlo. I tot, fins a l'arribada d'Anne Larson, creadora d'Alta costura i altra temps amiga de la mare de Cécile i que Raymond ja no recordava haver convidat...

## Repartiment
- Deborah Kerr: Anne Larson
- David Niven: Raymond
- Jean Seberg: Cécile
- Mylène Demongeot: Elsa
- Geoffrey Horne: Philippe
- Juliette Gréco: ella mateixa
- Walter Chiari: Pablo
- Martita Hunt: la mare de Philippe
- Roland Culver: Monsieur Lombard
- Jean Kent: Madame Hélène Lombard
- David Oxley: Jacques
- Elga Andersen: Denise
- Jeremy Burnham: Hubert
- Éveline Eyfel: una minyona
- Maryse Martin: una minyona

## Rodatge
- Període de gravacions: de primers d'agost a mitjans d'octubre de 1957[3]
- Interiors: Estudis de Shepperton (Regne Unit)
- Exteriors: París, Saint-Tropez, Le Lavandou (Var),[4] Montecarlo.

## Al voltant de la pel·lícula
Mylène Demongeot:
| « | Preminger, sempre apoplèctic, xerraire, eructa, no para. Tot el dia. Tothom està aterrit. […] Curiosament, no tinc por d'ell. […] Durant aquest temps, la gentada comença a arribar i, gairebé tots els vespres, tenim una projecció del treball efectuat els últims dies. Preminger és l'únic escenògraf que he conegut que surt de la sala absolutament boig de ràbia i insultant tothom. […] Això exaspera molt David Niven, aquest cavaller perfecte que no diu mai una paraula més alta que l'altra. […] Amb mi, David és extraordinari. Ve a buscar-me i em diu: - Va, repetim-ho tots dos. Tenim una llarga escena molt bona, molt graciosa (en anglès, és clar), en un dormitori, que Preminger té la intenció de rodar en un sol pla. I ho repetim sempre que tenim temps. [...] - Però, David, com es fa que sigui tan simpàtic amb mi i que tingui la paciència de repetir tant? Riu i la seva resposta esclata, directa: - Però, petita, és molt simple... Com millor tu estaràs, millor estaré jo! Bona lliçó! Ell també m'ha donat una altra clau que tinc al meu cap per sempre: - Petita, intenta recordar una bona cosa, una verdadera llei de la vida, veuràs... escolta'm bé: agafa't sempre el teu treball seriosament, però tu, no t'ho prens mai seriosament, mai, tot i que m'ho vas prometre. No ho oblidaré mai. [...] El pitjor per a Jean Seberg ha estat el rodatge de l'última escena quan, després de la mort d'Anne, la petita Cécile està sola a la seva cambra, confrontada al remordiment. Otto ha decidit rodar aquest últim pla instal·lant un tràveling molt llarg que arrencarà del fons del dormitori i s'aproparà lentament a la petita fins a arribar al primer pla de la seva cara, que desmaquilla maquinalment. Volia que, sense el menor moviment ni contracció muscular, llàgrimes s'escolessin sobre la seva cara impassible, com a mort. Fàcil de dir, no evident d'executar... El rodatge durarà la jornada sencera, sense deixar Preminger perfectament satisfet, les llàgrimes arriben massa de pressa o bé la cara s'ha crispat o bé les llàgrimes han colat també pel nas. La cara es torna vermella... Els ulls també... Es remaquilla, es neteja, es posen gotes als ulls i es recomença... Així tota la jornada... Finalment, tindrà una crisi nerviosa. [...] Ja ho som, la pel·lícula s'acaba. […] hi haurà encara alguns enllaços, una mica de doblatge a Londres, a l'estudi de Shepperton Pinewood, i estic orgullosa de mi perquè aconsegueixo doblar-me en anglès sense cap dificultat. Preminger està molt content. (Quina alegria!). [...] La pel·lícula sortirà amb crítiques repartides, però, per a mi, és un verdader èxit. Un crític novaiorquès escriurà fins i tot: «Pot anar a veure aquesta pel·lícula res més que per aquesta actriu francesa de nom totalment impronunciable. » (soc jo, sí, n'estic molt orgullosa!) | » |